# Patrik Eriksson
Patrik Eriksson, född 1976, är sedan 2009 kampanjchef för Greenpeace Nordens svenska kontor, talesperson i media och miljödebattör.
Sedan 1997 har han varit engagerad i Greenpeace, som aktivist, volontäransvarig, kampanjledare och kampanjchef. Under två år jobbade han även som kampanjledare på Actionaid.
Som ung aktivist dömdes Patrik Eriksson till ett års fängelse, villkorligt, för sin protest mot den globala kärnvapenupprustningen i USA.